# Heteromirafra archeri
La alondra de Archer (Heteromirafra archeri) es una especie de ave paseriforme de la familia de las alondras (Aluididae). Se encuentra en peligro crítico de extinción, es poco conocida y endémica del noroeste de Somalia. Su nombre específico proviene de Geoffrey Francis Archer, el gobernador de la Somalilandia Británica desde 1914 hasta 1922.  

## Descripción
Esta alondra alcanza una longitud de 14 cm. Su cuerpo es pequeño y rechoncho con una cabeza grande y una cola corta y delgada. La parte superior muestra un llamativo patrón de color que recuerda a escamas. La parte ventral es de color claro con rayas beige oscuro en el pecho. Las plumas externas de la cola son de color blanco.

## Distribución y hábitat
Su área de distribución está situada entre las ciudades de Hargeisa y Boorama en el noroeste de Somalia, a lo largo de la frontera con Etiopía. Esta región tiene una precipitación anual de 300 a 400 mm. Su hábitat natural son los matorrales y pastizales secos subtropicales o tropicales.

## Conservación
El último avistamiento documentado de la alondra de Archer es en 1955. Expediciones para redescubrir esta especie durante la década de 1970 tuvieron tan poco éxito como las operaciones de búsqueda posteriores de 1996 y 2006. El hábitat original ha sido destruida por los cambios en el país y la guerra civil.
Sin embargo, es muy difícil seguirles la pista, y es de suponer que todavía podrían existir en otras partes de Somalia, donde los matorrales siguen intactos y que se han pasado por alto. Está clasificado por la UICN en la categoría de "en peligro crítico".